# Bilisht
Bilisht (macedón Bilišta; olasz Viglista) kisváros Délkelet-Albániában, Korça városától légvonalban 10 kilométerre keletre, a Moravai-hegységben, Korça megyében. Devoll község, egyúttal Bilisht alközség központja; utóbbi közigazgatási egység egyetlen települése. A 2011-es népszámlálás alapján az alközség népessége 6250 fő.

## Története
A 20. század közepe előtt regionális jelentőségű piachely volt, emellett a muzulmán halveti szerzetesrend egyik fontos központja volt két-három derviskolostorral (tekke).
Albánia 1939. április 7-ei olasz annexióját követően 1940. november 2-án a görögök foglalták el a várost, amelyet az olaszok 1941 áprilisának közepén vettek vissza tőlük. 1943 júniusára a Morava-hegységben küzdő partizáncsoportok  Bilisht városába szorították vissza az olasz megszállókat, és ezt követően ellenőrzésük alatt tartották a területet. A Bilisht körüli moravai és devolli régióból végül a német hadsereg tudta csak rövid időre kiszorítani a partizánokat 1944. június 10-én.